# 姬之策
姬之策（？—?），字曙瀛，山東济南府濱州人。明朝政治人物。

## 生平
万历二十二年甲午科山东乡试舉人，二十九年（1601年）登辛丑科进士，除户部主事，歴员外、郎中。三司钱谷会计詳明，绩获上考，入乡贤祠。